# The Amity Affliction
The Amity Affliction ist eine 2003 gegründete australische Post-Hardcore-Band aus Gympie bei Brisbane. Die Gruppe steht zurzeit bei Roadrunner Records und UNFD unter Vertrag.
Nach mehreren Besetzungswechseln besteht die Gruppe derzeit aus Sänger Joel Birch (Unclean Vocals), Bassist und Backgroundsänger Jonathan Reeves (Clean Vocals), dem Gitarristen Daniel Brown und Schlagzeuger Joe Longobardi. Ihr Debütalbum Severed Ties veröffentlichte die Band im Jahr 2008, gefolgt von Youngbloods und Chasing Ghosts zwei bzw. drei Jahre später. Danach folgten dem Debütalbum mit Let the Ocean Take Me, Misery sowie Everyone Loves You… Once You Leave Them bis jetzt insgesamt sechs Studioalben. Alle vier Alben konnten sich in den heimischen Charts platzieren. Mit Chasing Ghosts erreichte die Gruppe erstmals Platz 1 in den heimischen Albumcharts, während das Album Youngbloods auf Platz 6 landete und für eine Auszeichnung bei den ARIA Award für das Beste Rock-/Metalalbum nominiert wurde. Zudem wurde Chasing Ghosts in Australien für 35,000 verkaufte Tonträger mit der Goldenen Schallplatte ausgezeichnet. Die ersten Singles, welche es in die Charts schafften, sind Pittsburgh und Don’t Lean on Me aus dem vierten Album Let the Ocean Take Me, das im Juni 2014 veröffentlicht wurde. Auch Let the Ocean Take Me konnte die Spitzenposition der australischen Charts erreichen. Let the Ocean Take Me ist bis heute das kommerziell erfolgreichste Album der Gruppe, welches inzwischen mit einer Platin-Schallplatte in Australien ausgezeichnet wurde, und außerdem erstmals Chartnotierungen außerhalb Australiens erreichen konnte.
The Amity Affliction tourten bereits mehrfach durch Australien, Nordamerika und Europa. Dabei war die Gruppe unter anderem auf dem Wacken Open Air, dem Soundwave Festival, sowie auf der Warped Tour und der Never Say Die! Tour zu sehen. Die Band absolvierte Konzertreisen unter anderem mit Silverstein, Blessthefall, In Hearts Wake, Landscapes, Asking Alexandria, Of Mice & Men, The Ghost Inside, Architects, Beartooth, Parkway Drive und Stick to Your Guns.

## Geschichte

### 2003–2007:Die Anfänge und erste Veröffentlichungen
2003 wurde The Amity Affliction in Gympie, einem kleinen Ort im Südosten von Queensland gegründet. Noch im selben Jahr erschien ihre erste Demo, welche man nach der Band benannte. 2005 folgte die erste EP, welche ebenfalls The Amity Affliction heißt. Zu diesem Zeitpunkt wurde Joel Birch Screamer der Band. Auch startete man 2005 eine Tour durch die komplette Ostküste Australiens.
2007 verließen Lachlan Faulkner und Garth Buchanan die Band. Buchanan schloss sich der Gruppe Behind Crimson Eyes an. Mit Robin Sharpe, Ahren Stringer und Trad Nathan stießen drei neue Musiker zu The Amity Affliction. Gemeinsam veröffentlichte man die EP High Hopes. Der Name lehnt sich an einen Ort an, welcher im Horrorfilm The Amityville Horror auftaucht. Die erste Auflage enthielt eine Zusatz-DVD, welche die Band bei der Produktion der EP zeigt.

### 2008–2010:Severed Ties
2008 veröffentlichte die Band ihr Debütalbum Severed Ties, welches sich eine Woche auf dem 26. Platz der australischen Charts platzieren konnte. Kurz vor der Produktion stießen Chris und Ryan Burt als neue Musiker hinzu. Auf dem Album sind bekannte Gastmusiker zu hören, darunter JJ Peters (I Killed the Prom Queen, Deez Nuts), Michael Crafter (I Killed the Prom Queen, Confession) und Matthew Wright (The Gateway Plan). Kurz darauf spielte die Band Konzerte in Perth, Melbourne, Sydney, Brisbane und Adelaide.
Während Mai 2009 begleitete The Amity Affliction, die Bands The Gateway Plan und Elora Danan auf deren nationaler Final Tour. Den Rest des Jahres plante die Band ihre erste Headliner-Tour durch Australien. Während der Tour wurde die Gruppe von der britischen Band We Are the Ocean, der Band Hopeless sowie einer lokalen Support-Band begleitet. Diese Tour hieß Stairway to Hell. Danach ging The Amity Affliction mit We Are The Ocean nach Großbritannien und gab dort einige Konzerte, wo sie auch von All Forgotten und Flood of Red unterstützt wurden.

### 2010–2012:Youngbloods
Ende 2009 beschloss die Band, sich von Chris Burt zu trennen. Sein letztes Konzert fand in London statt. Clint Splattering von The Gateway Plan übernahm dessen Posten.
Im April 2010 flog die Band nach New York um das zweite Album aufzunehmen. Zwischen dem 18. und 25. Juni 2010 wurde Youngbloods schließlich über Boomtown Records und Shock Records veröffentlicht. Youngbloods debütierte auf Platz 6 der australischen Albumcharts. Auch wurde das Album für die ARIA Music Awards in der Kategorie Best Rock/Metal Album 2010 nominiert, allerdings verlor man gegen Parkway Drive. Auf ihrer Promotion-Tour wurde man von Misery Signals, Confessions, Flood of Red und Break Even unterstützt. Gemeinsam tourte man entlang der Westküste Australiens.
Im Oktober veröffentlichte die Band Glory Days, eine Compilation mit allen Songs ihrer Demos und EPs, sowie den B-Seiten des Albums Youngbloods. Außerdem ging man gemeinsam mit den Deez Nuts, This Is Hell, Asking Alexandria und Louie Knuxx auf UK-Tour.
Im Januar 2011 war The Amity Affliction in Europa zu sehen. Die Tour führte durch Italien, Deutschland, den Niederlanden, Österreich, Großbritannien, der Schweiz, Frankreich, Belgien und Schweden. Nach Ende dieser Tour flog die Band zurück nach Australien und spielte auf dem Soundwave Festival. Ab Ende März waren erste Konzerte in den USA geplant.
The Amity Affliction unterzeichneten einen weltweiten Plattenvertrag mit Roadrunner Records. Über diesem Label wurde Youngbloods neu veröffentlicht. Es erschien am 28. Oktober 2011 als Download über dieses Label. Das Nachfolger-Album wurde 2012 herausgebracht.

### 2012–2014:Chasing Ghosts
Bereits am 17. September 2011 gab Joel Birch bei einem Konzert in Queensland bekannt, dass die Musiker Anfang 2012 nach Amerika fliegen würden, um an dem neuen Album zu arbeiten. Fünf Tage darauf bestätigte Ahren Birchs Aussage in einem Interview mit Alt Music Hub und kündigte an, dass die Studioarbeiten zwischen März und April stattfinden sollten. Die Arbeit mit Produzent Michael Baskette in Orlando, Florida begann schließlich am 7. Mai 2012. Im Juni 2012 wurde der Titel und das voraussichtliche Veröffentlichungsdatum bekanntgegeben. Im August 2012 wurde bekannt, dass Imran Siddiqi nicht mehr Teil der Band sein würde. Folglich war er auch nicht mehr im Musikvideo zum Titelsong Chasing Ghosts zu sehen. Bis Anfang 2013 wurde sein Posten von Session-Musikern ausgeübt, bevor im März 2013 Dan Brown als neuer Gitarrist gefunden war.
Am 7. September 2012 erschien mit Chasing Ghosts das dritte Album von The Amity Affliction. Es erschien über Roadrunner Records und stieg knapp 3 Wochen nach dem Release in den heimischen Charts ein. Dort positionierte sich das Album auf Anhieb an der Spitze der australischen Charts. Ein Release für das Vereinigte Königreich war am 17. September 2012 und einen Tag später für die USA geplant. In Europa erschien das Album erst am 28. September 2012. Im Jahr 2013 wurde das Album für 35,000 verkaufte Tonträger in Australien mit der Goldenen Schallplatte ausgezeichnet.
Bereits am 15. August 2012 veröffentlichte die Band ihr Musikvideo zum Titel Chasing Ghosts auf der Video-Plattform YouTube. Am 24. September 2012 startete die Gruppe ihre Chasing Ghosts Tour durch Australien, welche am 8. Oktober 2012 endete. Als Support spielten The Ghost Inside, Architects und Buried in Verona auf dieser Tour, wobei Architects im Rahmen ihrer The Daybreaker Almost World Tour durch Australien tourten.
Nachdem Daniel Brown ein Aushilfsmitglied während der Touren war, bestätigte die Band, dass er nun ein festes Mitglied von The Amity Affliction ist.
Im Sommer 2013 spielten The Amity Affliction erstmals auf der Warped Tour. Bei ihrem Auftritt in Portland (Oregon) verletzte sich Schlagzeuger Ryan Burt am Auge, sodass er für mehrere Konzerte von Glass-Cloud-Schlagzeuger Chad Hasty ersetzt wurde. Auch kam es während der Warped Tour zu einem Eklat. Nachdem Memphis-May-Fire-Sänger Matty Mullins den Kleidungsstil mehrerer weiblicher Festivalbesucher kritisierte, bezeichnete Sänger Joel Birch ihn als Sexist. Noch auf der Warped Tour musste die Gruppe ihr Set in Pittsburgh abbrechen, da Birch auf dem Konzert kurz vor der Dehydration stand. Das Konzert am Folgetag in Cleveland konnte nur stattfinden, weil Sam Carter (Architects), Chris Roetter (Like Moths to Flames) und Jason Butler (Letlive) spontan für Joel Birch, welcher aufgrund einer unbekannten Erkrankung ins Krankenhaus musste, einsprangen.
Im September 2013 war The Amity Affliction im Rahmen der Brothers in Arms Tour in Europa zu sehen. Die Band spielte während der Tournee in Deutschland, dem Vereinigten Königreich, Österreich, Frankreich und Belgien. Als Vorgruppen trat die englische Hardcore-Band Landscapes und In Hearts Wake aus Australien auf. Im Oktober wurde die Brothers in Arms Tour in Australien für acht weitere Konzerte fortgeführt. Als Support wurden Stick to Your Guns und Chelsea Grin bestätigt.

### 2014–2016:Let the Ocean Take Me
Bereits Ende des Jahres 2013 veröffentlichte die Gruppe das Demo-Lied Cave In, was zu Spekulationen führte, dass das Lied auf dem kommenden Album zu finden sein würde. Allerdings wurden diese zerschlagen als die Gruppe die auf dem Album vorhandenen Stücke bekanntgab. Die erste Singleauskopplung heißt Pittsburgh und wurde am 14. April 2014 offiziell veröffentlicht. Die Single stieg auf Platz 28 in den australischen Singlecharts ein. Auch die zweite Singleauskopplung des Albums, Don’t Lean on Me, stieg in die australischen Singlecharts ein. 6.000 verkaufte Einheiten reichten dafür aus. Das Album wurde Mitte 2015 mit zusätzlichem Material neu aufgelegt.
Das Album selbst trägt den Titel Let the Ocean Take Me und erschien am 6. Juni 2014 weltweit. Produzent war Will Putney, welcher auch mit Upon a Burning Body und Winds of Plague arbeitete. Die Aufnahmen fanden in den Evergreen Studios in Brisbane statt. Das Album stieg wie sein Vorgänger auf Platz 1 in Australien und wurde dort ebenfalls mit Gold ausgezeichnet. Am 10. Juli 2015 wurde das Album mit Bonusmaterial, darunter die Tourdokumentation Seems Like Forever, neu aufgelegt. Für die Neuauflage spielte die Band das Lied Skeletons ein, welche als Single für die Neupressung fungiert.

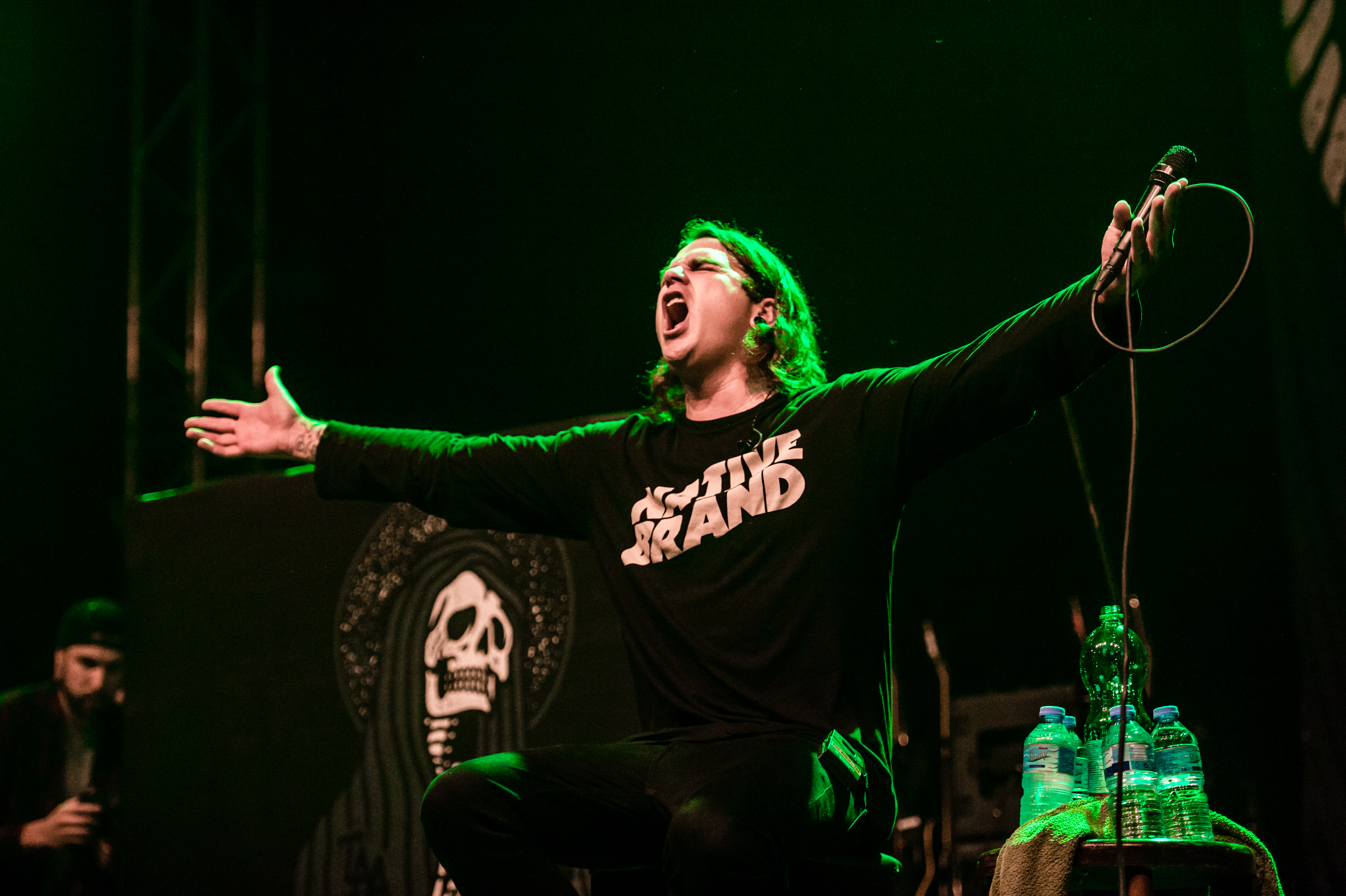
Sänger Joel Birch, 2015

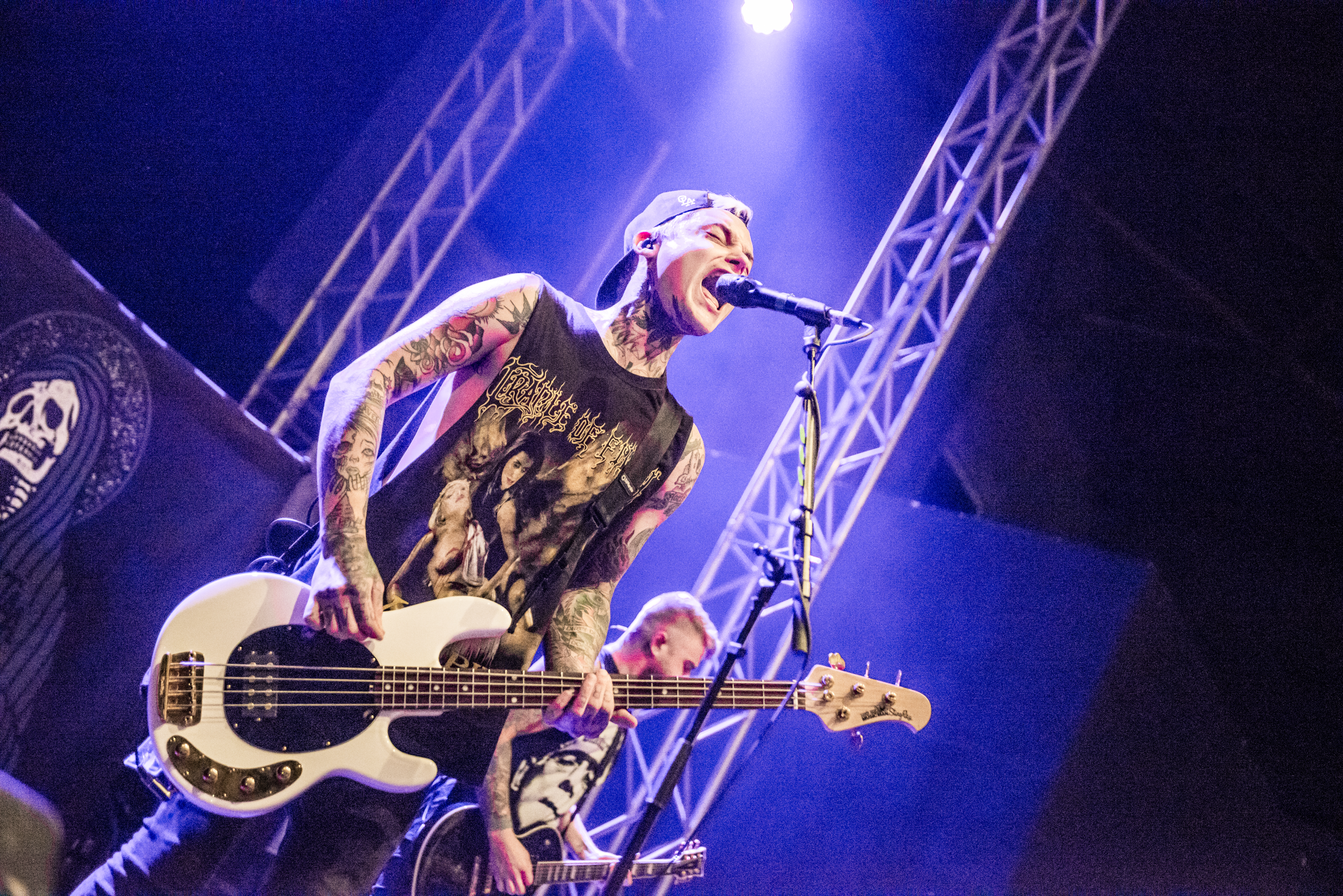
Bassist Ahren Stringer, 2015

Zwischen dem 8. April 2014 und dem 15. Mai 2014 tourte die Gruppe mit Silverstein als Vorband für Blessthefall im Rahmen der Hollow Bodies Tour durch die Vereinigten Staaten und Kanada. Die Konzertreise umfasste 32 Auftritte. Am 8. Dezember 2014 gab die Band via Twitter bekannt, dass sie im kommenden Jahr Of Mice & Men zusammen mit Volumes auf ihrer Tour durch Europa und das Vereinigte Königreich begleiten wird. Die Konzertreise startete am 11. März 2015 in Paris und endete nach 18 Konzerten am 4. April 2015 in Manchester. Am 28. Januar 2015 wurde bekanntgegeben, dass die Gruppe im Sommer an der Warped Tour teilnehmen wird. Die Tour ging vom 19. Juni bis zum 8. August 2015. Im Oktober und November tourte die Gruppe als Headliner erneut durch die Vereinigten Staaten. Diese Konzertreise wurde von Chelsea Grin, Secrets, Cruel Hand und The Plot in You begleitet. Direkt im Anschluss spielte die Band im Rahmen der jährlich stattfindenden Never Say Die! Tour eine Europa-Konzertreise. Diese wurde von Being as an Ocean, Fit for a King, Defeater, Burning Down Alaska und erneut von Cruel Hand begleitet.
Ende Oktober 2015 wurde die Band für die Schwesterfestivals Rock am Ring und Rock im Park angekündigt. Außerdem bespielt die Band im Jahr 2016 erstmals größere europäische Musikfestivals wie dem Nova Rock, dem Hellfest, dem Greenfield Festival und dem Download-Festival. Im November veröffentlichte die Gruppe mit Shine On, dass erste neue Material seit Let the Ocean Take Me.

### 2016–2018:This Could Be Heartbreak
Am 18. Mai 2016 gab die Band die Veröffentlichung eines neuen Albums für den 12. August 2016 bekannt. Dieses trägt den Namen This Could Be Heartbreak und ist das bereits fünfte Studioalbum der Band. Am selben Tag wurde zudem die erste offizielle Single, I Bring the Weather With Me mitsamt Musikvideo veröffentlicht und eine Festivaltournee durch Europa bekanntgegeben. Ein Auftritt auf Rock am Ring in Mendig wurde vom Veranstalter wegen der schlechten Wetterlage abgesagt. Im Juli 2016 wurde mit This Could Be Heartbreak die zweite Single des Albums herausgegeben. Das Album erschien am 12. August 2016. Drei Tage zuvor wurde mit All Fucked Up ein weiteres Lied des Albums vorab veröffentlicht. This Could Be Heartbreak stieg wie seine beiden Vorgänger auf Platz eins in Australien und erreichte zudem Chartnotierungen in den Vereinigten Staaten, im Vereinigten Königreich, in Neuseeland und in Deutschland.
Auch absolvierte die Band Konzertreisen durch Australien, Nordamerika und Europa, welche phasenweise von Being as an Ocean, Hundredth, Wage War, Stray from the Path und Northlane begleitet wurden.
Im Februar 2018 verkündete die Gruppe den Ausstieg ihres Schlagzeugers Ryan Burt aufgrund langanhaltender psychischer Probleme. Burt musste aufgrund seiner Erkrankung eine Europatournee mit der Band Ende des Jahres 2016 abbrechen. Die Band teilte mit, alle bisher angekündigten Konzerte wie geplant absolvieren zu wollen.

### 2018–2020: Misery
Am 20. Juni 2018 kündigte die Band das Album Misery an, welches am 24. August 2018 veröffentlicht wurde und somit nun schon das sechste Studioalbum der Gruppe ist. Es ist das erste Album, welches ohne den Schlagzeuger Ryan Burt aufgenommen wurde. Die Rolle des Drummers übernahm Joe Longobardi (Defeater). Misery wurde von Fans eher gemischt aufgenommen, da, wie in einigen Interviews bereits bekanntgegeben wurde, das Album den wohl drastischsten Stilwechsel der Karriere der Band darstellt. Elemente aus dem Synth-Pop oder Alternative Rock wurden hier verwendet, und somit sehr stark mit der ursprünglichen klassischen Metalcore-Formel gebrochen.

### Seit 2020:Everyone Loves You… Once You Leave Them
Am 8. Januar 2020 kündigte die Gruppe die Veröffentlichung ihres neuen Albums Everyone Loves You… Once You Leave Them für den 21. Februar gleichen Jahres über Pure Noise Records an. Vom 9. Januar bis zum 6. März 2020 tourte die Gruppe durch Australien und Europa. Auf der Europatournee spielte die Band als Vorgruppe für Beartooth.

## Name und Stil
Der Name entstand, als ein enger Freund der Band bei einem Autounfall ums Leben kam. The Amity steht laut den Musikern für die Freundschaft zwischen den Mitgliedern und Affliction soll die Zeit nach dem Tod des Freundes reflektieren. Dieser starb gemeinsam mit seiner 17-jährigen jüngeren Schwester bei einem Verkehrsunfall. Anfangs hieß die Band Left Lane Ends, da sich dieser Unfall an der Left Lane Ends Road ereignete.
Die Band spielt klassischen Post-Hardcore, wobei sich manchmal Einflüsse des Melodic Hardcore in ihrer Musik wiederfinden.

## Diskografie
Studioalben

| Jahr | Titel Musiklabel                                             | Höchstplatzierung, Gesamtwochen, AuszeichnungChartplatzierungen (Jahr, Titel, Musiklabel, Platzierungen, Wochen, Auszeichnungen, Anmerkungen) | Höchstplatzierung, Gesamtwochen, AuszeichnungChartplatzierungen (Jahr, Titel, Musiklabel, Platzierungen, Wochen, Auszeichnungen, Anmerkungen) | Höchstplatzierung, Gesamtwochen, AuszeichnungChartplatzierungen (Jahr, Titel, Musiklabel, Platzierungen, Wochen, Auszeichnungen, Anmerkungen) | Höchstplatzierung, Gesamtwochen, AuszeichnungChartplatzierungen (Jahr, Titel, Musiklabel, Platzierungen, Wochen, Auszeichnungen, Anmerkungen) | Höchstplatzierung, Gesamtwochen, AuszeichnungChartplatzierungen (Jahr, Titel, Musiklabel, Platzierungen, Wochen, Auszeichnungen, Anmerkungen) | Höchstplatzierung, Gesamtwochen, AuszeichnungChartplatzierungen (Jahr, Titel, Musiklabel, Platzierungen, Wochen, Auszeichnungen, Anmerkungen) | Höchstplatzierung, Gesamtwochen, AuszeichnungChartplatzierungen (Jahr, Titel, Musiklabel, Platzierungen, Wochen, Auszeichnungen, Anmerkungen) | Anmerkungen                             |
| Jahr | Titel Musiklabel                                             | AU | NZ | DE | AT | CH | UK | US | Anmerkungen                             |
| ---- | ------------------------------------------------------------ | --- | --- | --- | --- | --- | --- | --- | --------------------------------------- |
| 2008 | Severed Ties Boomtown Records                                | AU26 (1 Wo.)AU | — | — | — | — | — | — | Erstveröffentlichung: 4. Oktober 2008   |
| 2010 | Youngbloods Boomtown Records                                 | AU6 Gold · (3 Wo.)AU | — | — | — | — | — | — | Erstveröffentlichung: 18. Juni 2010     |
| 2012 | Chasing Ghosts UNFD, Roadrunner Records                      | AU1 Gold · (8 Wo.)AU | — | — | — | — | — | — | Erstveröffentlichung: 7. September 2012 |
| 2014 | Let the Ocean Take Me UNFD, Roadrunner                       | AU1 Platin · (21 Wo.)AU | NZ24 (1 Wo.)NZ | — | — | — | — | US31 (2 Wo.)US | Erstveröffentlichung: 10. Juni 2014     |
| 2016 | This Could Be Heartbreak UNFD, Roadrunner                    | AU1 (7 Wo.)AU | NZ32 (1 Wo.)NZ | DE29 (1 Wo.)DE | AT25 (1 Wo.)AT | CH31 (1 Wo.)CH | UK51 (1 Wo.)UK | US26 (1 Wo.)US | Erstveröffentlichung: 12. August 2016   |
| 2018 | Misery UNFD, Roadrunner                                      | AU1 (4 Wo.)AU | — | DE38 (1 Wo.)DE | AT39 (1 Wo.)AT | CH51 (1 Wo.)CH | — | US70 (1 Wo.)US | Erstveröffentlichung: 24. August 2018   |
| 2020 | Everyone Loves You... Once You Leave Them Warner, Pure Noise | AU2 (3 Wo.)AU | — | DE47 (2 Wo.)DE | — | — | — | US60 (1 Wo.)US | Erstveröffentlichung: 21. Februar 2020  |
| 2023 | Not Without My Ghosts Warner, Pure Noise                     | AU2 (1 Wo.)AU | — | DE56 (1 Wo.)DE | — | — | — | — | Erstveröffentlichung: 12. Mai 2023      |

## Auszeichnungen und Nominierungen
- ARIA Awards
  - 2010: Bestes Rock-/Metal-Album (nominiert)
- Alternative Press Music Awards
  - 2015: Best International Band (nominiert)